# Rhimphoctona idahoensis
Rhimphoctona idahoensis là một loài tò vò trong họ Ichneumonidae.